# Trieste II

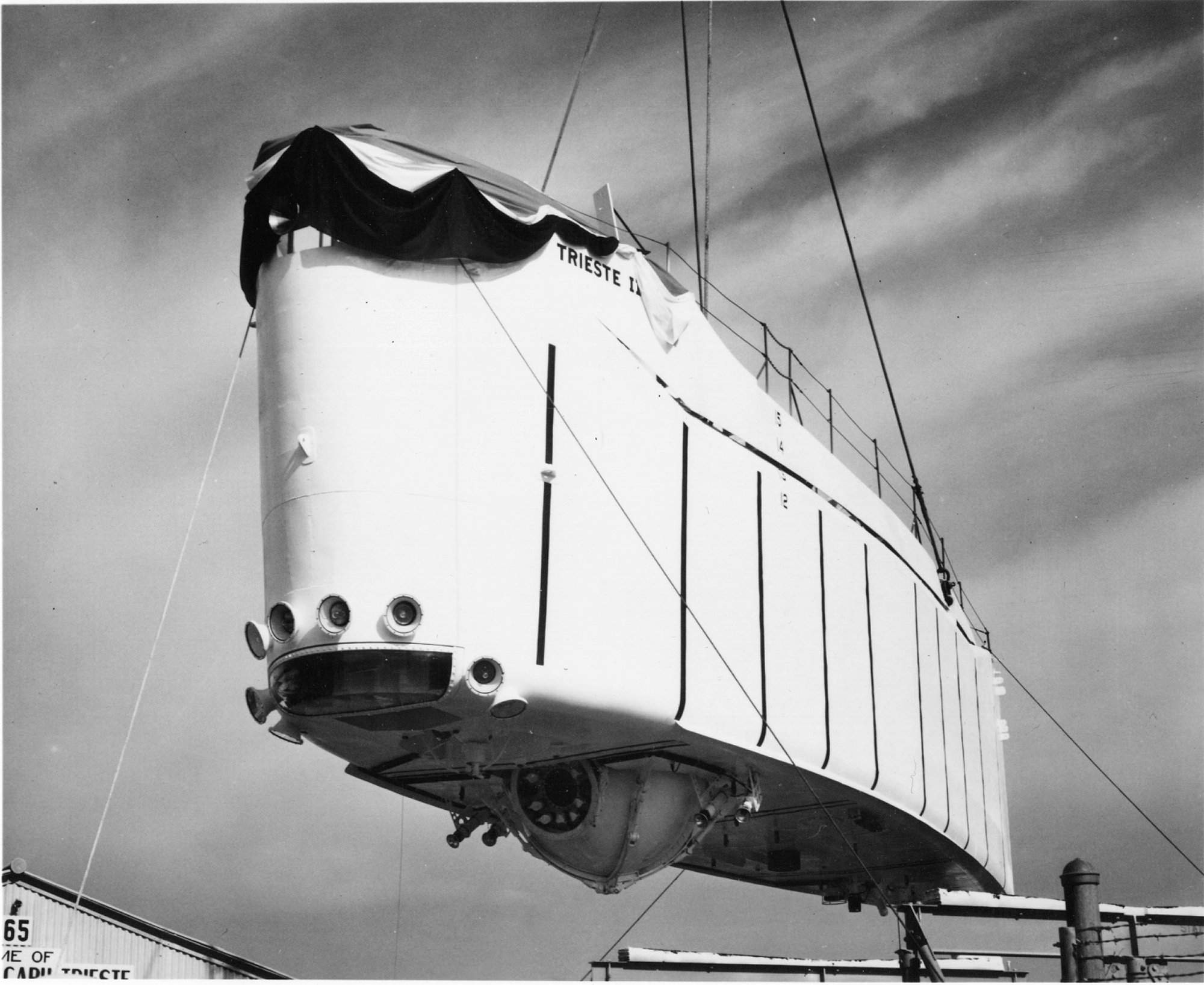
Bathyscaph Trieste II

Die Trieste II (Dienstbezeichnung: DSV-1 für Deep Submergence Vehicle 1; deutsch etwa: Tieftauchfahrzeug 1) war ein US-amerikanischer Bathyscaph. Sie war das Nachfolgemodell der erfolgreichen Trieste, die von der US Navy 1958 gekauft worden war und deren Druckkörper wiederverwendet wurde. Das Originaldesign wurde vom Naval Electronics Laboratory, San Diego, stark modifiziert und im Mare Island Naval Shipyard gebaut. Nach der Fertigstellung im Jahre 1964 wurde die Trieste II über den Panamakanal nach Boston transportiert.
Unter dem Kommando von Lt Comdr. John B Mooney, Jr, mit den Copiloten Lt. John H. Howland und Capt. Frank Andrews, führte die Trieste II Tauchgänge in der Umgebung des gesunkenen U-Bootes USS Thresher durch. Im September 1964 entdeckte sie dabei Wrackteile, die als Teile der Thresher bestimmt werden konnten.
Zwischen September 1964 und Mai 1966 wurde die Trieste II im Mare Island Naval Shipyard stark modifiziert. Es ist allerdings unbekannt, ob sie in dieser neuen Form eingesetzt wurde. Gleichzeitig wurde eine dritte Konfiguration des Bathyscaphs geplant. Das führte zu einem neuen Erscheinungsbild für die Trieste II und beinhaltete die Installation eines neuen Druckkörpers.
Bis zum 1. September 1969 wurde die Trieste II lediglich als „Ausrüstung“ geführt. Erst an diesem Tag wurde sie mit der Hüllennummer X-1 als Fahrzeug in Dienst gestellt. Am 1. Juni 1971 wurde sie als DSV reklassifiziert und stand im Dienst der Pazifikflotte bis 1980.
Heute ist die Trieste II als Museumsschiff im United States Naval Undersea Museum in Keyport (Washington, USA) ausgestellt.

## Galerie

Trieste II (DSV-1)
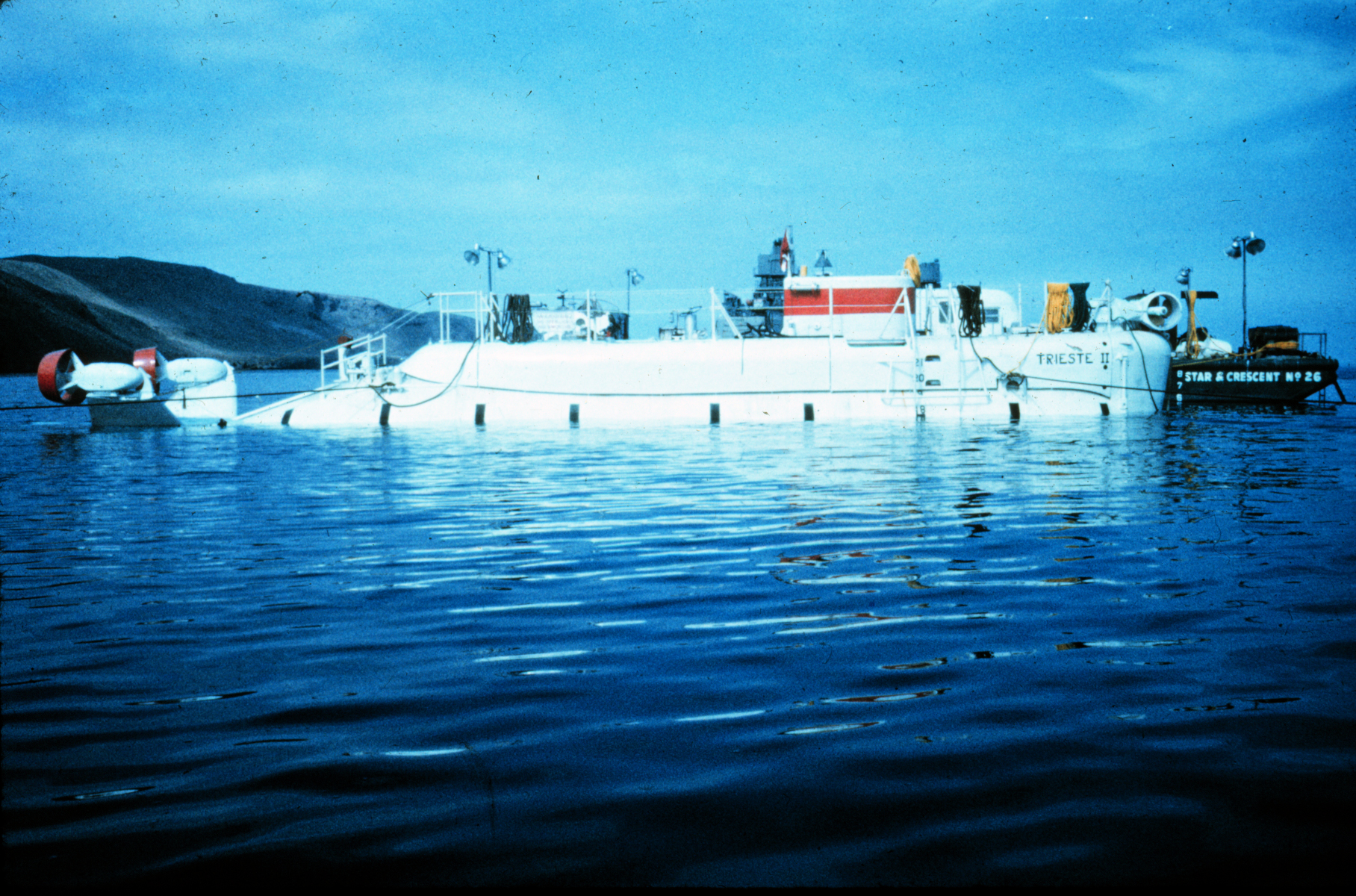
Trieste II im Einsatz
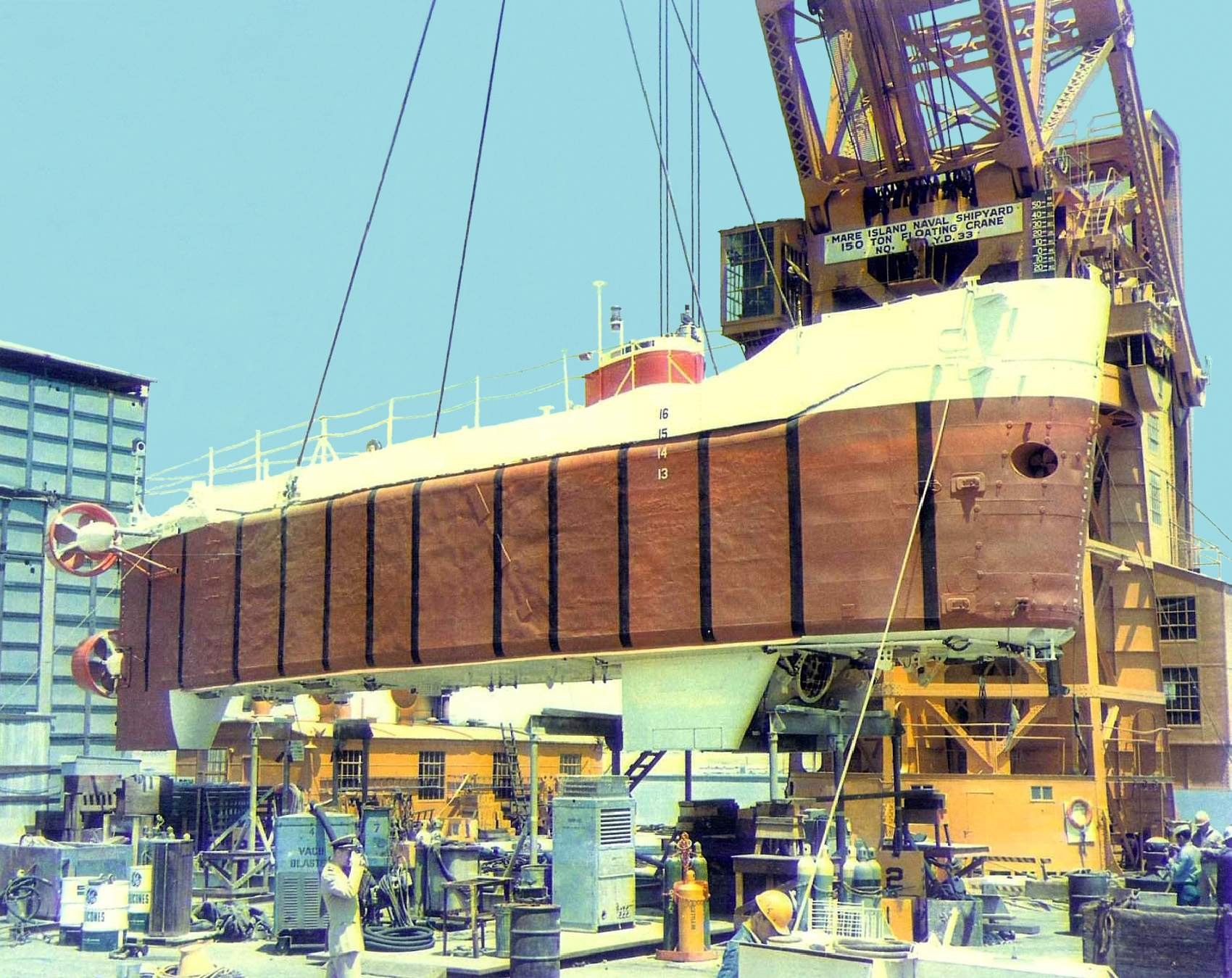
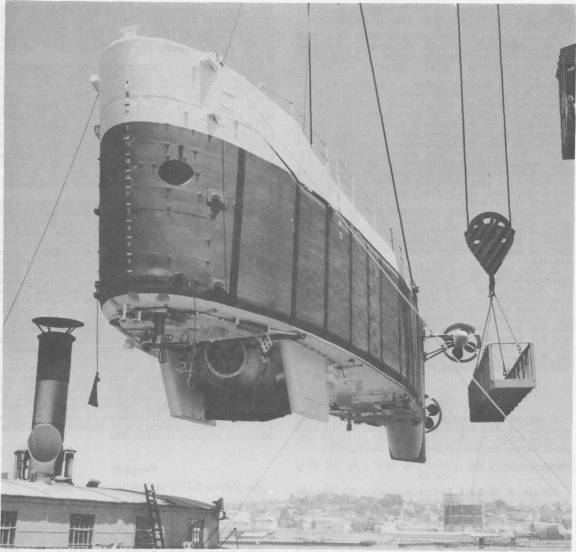
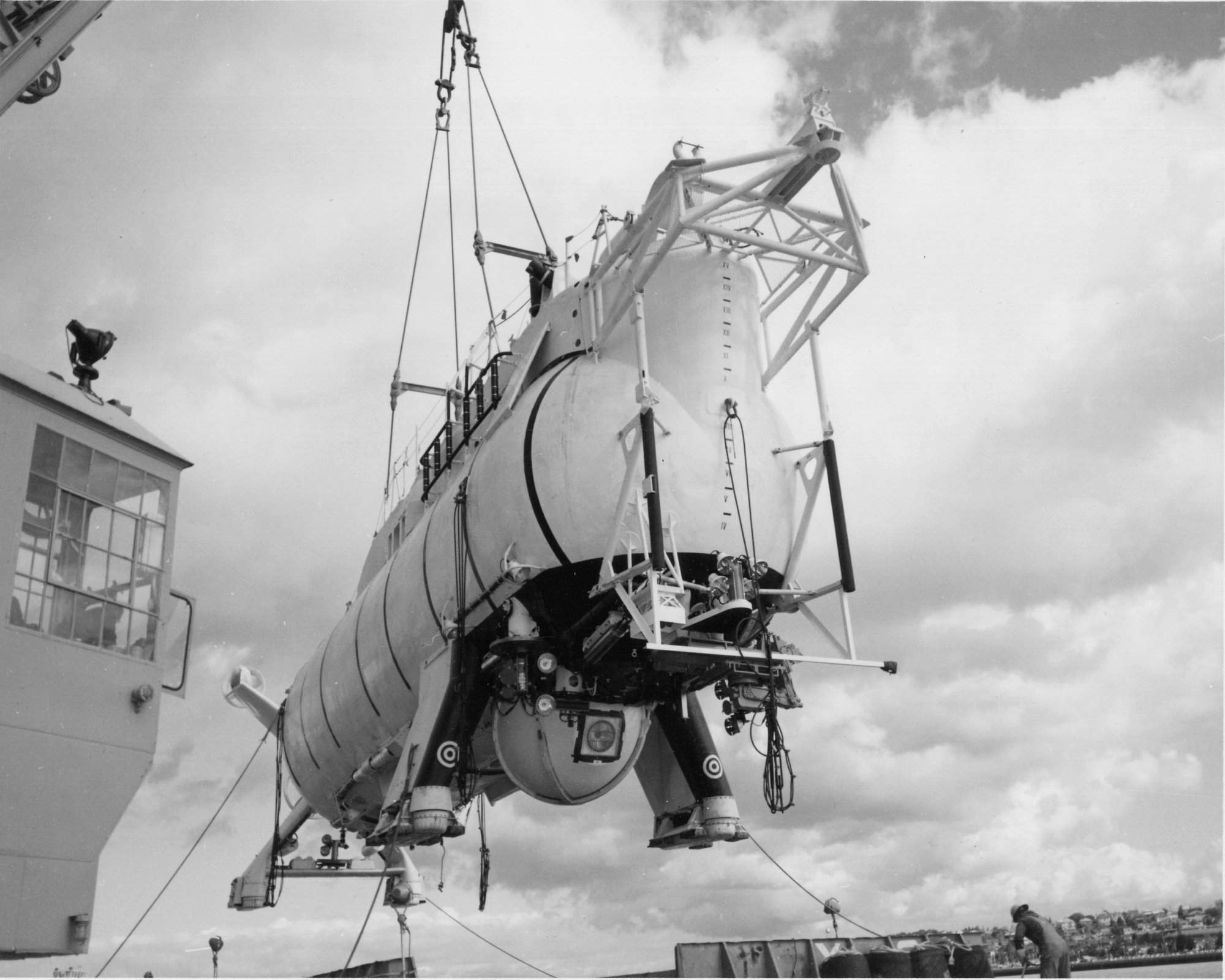
Neuer Druckkörper ab 1966
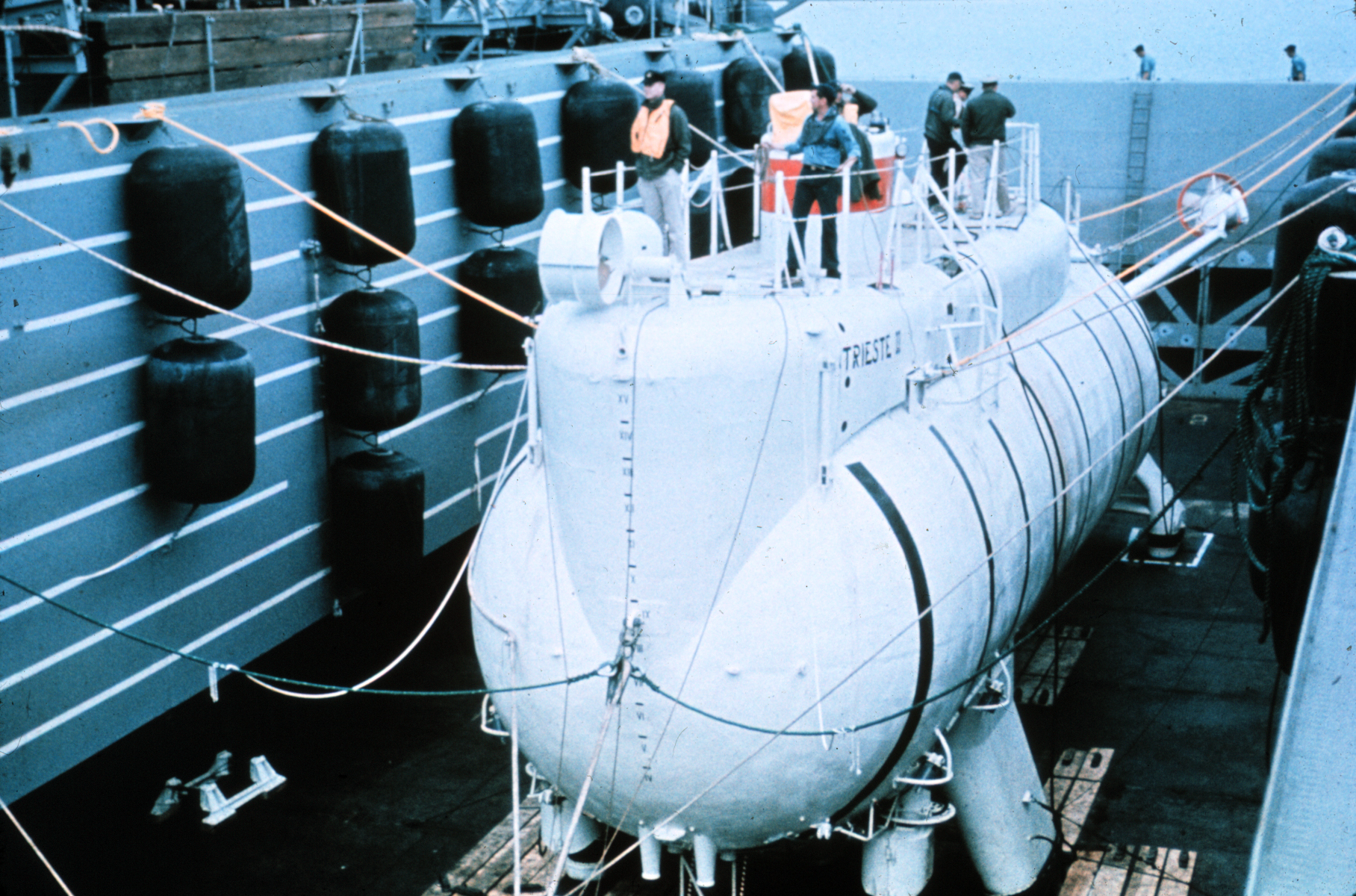
Trieste II im Trockendock
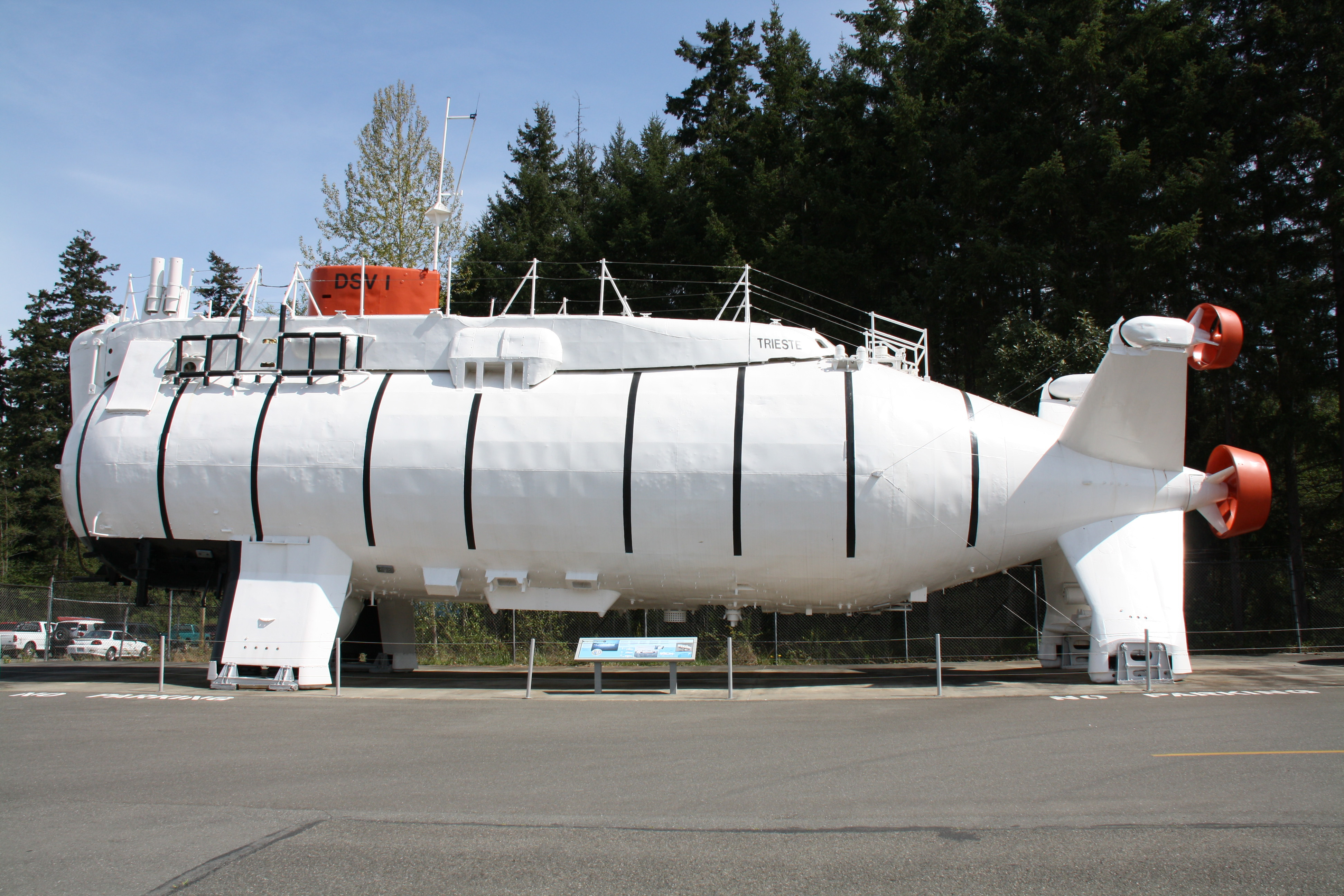
Trieste II im United States Naval Undersea Museum in Keyport WA